# Courson-les-Carrières
Courson-les-Carrières är en kommun i departementet Yonne i regionen Bourgogne-Franche-Comté i norra Frankrike. Kommunen ligger i kantonen Courson-les-Carrières som tillhör arrondissementet Auxerre. År 2022 hade Courson-les-Carrières 895 invånare.

## Befolkningsutveckling
Antalet invånare i kommunen Courson-les-Carrières
| Referens: INSEE |